# Waltham-Lowell systemet
Waltham-Lowell-systemet var en arbejds- og produktionsmodel, der blev brugt under tekstilindustriens fremgang i USA, især i New England, i perioden med den fremadstormende industrielle revolution i det tidlige 19. århundrede.
Tekstilindustrien var en af de tidligste til at blive mekaniseret, hvilket blev gjort muligt af opfindelser som spinding jenny, spinning mule og water frame i tiden omkring den amerikanske revolution. Desuden blev modeller for produktion og arbejdskraft først udforsket inden for tekstilfremstilling. Systemet brugte huslige arbejdere, ofte omtalt som møllepiger, der kom fra landbyerne til de nye tekstilcentre for at tjene flere penge, end de kunne derhjemme, og for at leve et kulturelt liv i byen. Deres liv var meget strengt styret: de boede i pensionater og blev holdt til urokkelige tider og et moralsk kodeks.
Konkurrencen voksede i den indenlandske tekstilindustri, og lønningerne faldt, hvilket medførte at arbejderne begyndte at strejke. Immigrationen til USA begyndte at vokse, og immigranter bragte ofte færdigheder med sig og var villige til at arbejde for lavere lønninger i midten af århundredet. Systemet viste sig urentabelt og kollapsede.